# Liste des ministres ivoiriens de l'Économie et des Finances
Cet article présente la liste des ministres ivoiriens chargés de l'Économie et des Finances.
Actuellement, dans le gouvernement Beugré Mambé, le portefeuille de l'économie est assumée par Kaba Nialé et le portefeuille des finances est assumé par Adama Coulibaly.

## Ministres de plein exercice

### Première République
| Ministre                                                                 | Ministre                             | Ministre                             | Parti                                | Intitulé                                                          | Durée                                | Début                                | Fin                                  | Gouvernement                         |
| Présidence de Félix Houphouët-Boigny                                     | Présidence de Félix Houphouët-Boigny | Présidence de Félix Houphouët-Boigny | Présidence de Félix Houphouët-Boigny | Présidence de Félix Houphouët-Boigny                              | Présidence de Félix Houphouët-Boigny | Présidence de Félix Houphouët-Boigny | Présidence de Félix Houphouët-Boigny | Présidence de Félix Houphouët-Boigny |
| ------------------------------------------------------------------------ | ------------------------------------ | ------------------------------------ | ------------------------------------ | ----------------------------------------------------------------- | ------------------------------------ | ------------------------------------ | ------------------------------------ | ------------------------------------ |
|                                                                          |                                      | Raphaël Saller                       | PDCI                                 | Ministre des Finances, des Affaires économiques et du Plan        | 5 ans et 17 jours                    | 3 janvier 1961                       | 15 février 1963                      | Houphouët-Boigny I                   |
| 15 février 1963                                                          | 10 septembre 1963                    | Raphaël Saller                       | PDCI                                 | Ministre des Finances, des Affaires économiques et du Plan        | 5 ans et 17 jours                    | Houphouët-Boigny II                  |                                      |                                      |
| 10 septembre 1963                                                        | 21 janvier 1966                      | Raphaël Saller                       | PDCI                                 | Ministre des Finances, des Affaires économiques et du Plan        | 5 ans et 17 jours                    | Houphouët-Boigny III                 |                                      |                                      |
|                                                                          |                                      | Félix Houphouët-Boigny               | PDCI                                 | Président, de facto ministre de l'Économie et des Finances        | 2 ans, 8 mois et 2 jours             | 21 janvier 1966                      | 23 septembre 1968                    | Houphouët-Boigny IV                  |
|                                                                          |                                      | Henri Konan Bédié                    | PDCI                                 | Ministres aux Affaires économiques et financières                 | 8 ans, 10 mois et 4 jours            | 23 septembre 1968                    | 5 janvier 1970                       | Houphouët-Boigny V                   |
| Ministre de l'Économie et des Finances                                   | 5 janvier 1970                       | Henri Konan Bédié                    | PDCI                                 | 8 juin 1971                                                       | 8 ans, 10 mois et 4 jours            | Houphouët-Boigny VI                  |                                      |                                      |
| Ministre de l'Économie et des Finances                                   | 8 juin 1971                          | Henri Konan Bédié                    | PDCI                                 | 24 juillet 1974                                                   | 8 ans, 10 mois et 4 jours            | Houphouët-Boigny VII                 |                                      |                                      |
| Ministre de l'Économie et des Finances                                   | 24 juillet 1974                      | Henri Konan Bédié                    | PDCI                                 | 4 mars 1976                                                       | 8 ans, 10 mois et 4 jours            | Houphouët-Boigny VIII                |                                      |                                      |
| Ministre de l'Économie et des Finances                                   | 4 mars 1976                          | Henri Konan Bédié                    | PDCI                                 | 27 juillet 1977                                                   | 8 ans, 10 mois et 4 jours            | Houphouët-Boigny IX                  |                                      |                                      |
|                                                                          |                                      | Abdoulaye Koné                       | PDCI                                 | Ministre de l'Économie, des Finances et du Plan                   | 11 ans, 2 mois et 19 jours           | 27 juillet 1977                      | 16 février 1978                      | Houphouët-Boigny X                   |
| 16 février 1978                                                          | 2 février 1981                       | Abdoulaye Koné                       | PDCI                                 | Ministre de l'Économie, des Finances et du Plan                   | 11 ans, 2 mois et 19 jours           | Houphouët-Boigny XI                  |                                      |                                      |
| 2 février 1981                                                           | 18 novembre 1983                     | Abdoulaye Koné                       | PDCI                                 | Ministre de l'Économie, des Finances et du Plan                   | 11 ans, 2 mois et 19 jours           | Houphouët-Boigny XII                 |                                      |                                      |
| Ministre de l'Économie et des Finances                                   | 18 novembre 1983                     | Abdoulaye Koné                       | PDCI                                 | 10 juillet 1986                                                   | 11 ans, 2 mois et 19 jours           | Houphouët-Boigny XIII                |                                      |                                      |
| Ministre de l'Économie et des Finances                                   | 10 juillet 1986                      | Abdoulaye Koné                       | PDCI                                 | 16 octobre 1988                                                   | 11 ans, 2 mois et 19 jours           | Houphouët-Boigny XIV                 |                                      |                                      |
|                                                                          |                                      | Moïse Koumoué Koffi                  | PDCI                                 | Ministre de l'Économie et des Finances                            | 2 ans, 1 mois et 14 jours            | 16 octobre 1988                      | 30 novembre 1990                     | Houphouët-Boigny XV                  |
|                                                                          |                                      | Alassane Ouattara                    | PDCI                                 | Premier ministre, ministre de l'Économie et des Finances          | 3 ans et 9 jours                     | 30 novembre 1990                     | 9 décembre 1993                      | Ouattara                             |
| Présidence d'Henri Konan Bédié                                           |                                      |                                      |                                      |                                                                   |                                      |                                      |                                      |                                      |
|                                                                          |                                      | Daniel Kablan Duncan                 | PDCI                                 | Premier ministre, ministre de l’Économie, des Finances et du Plan | 4 ans, 7 mois et 27 jours            | 15 décembre 1993                     | 22 octobre 1995                      | Duncan I                             |
| Premier ministre, ministre de l'Économie, de l'Industrie et des Finances | 22 octobre 1995                      | Daniel Kablan Duncan                 | PDCI                                 | 11 août 1998                                                      | 4 ans, 7 mois et 27 jours            | Duncan II                            |                                      |                                      |
|                                                                          |                                      | Niamien N'Goran                      | PDCI                                 | Ministre de l'Économie, de l'Industrie et des Finances            | 1 an, 4 mois et 13 jours             | 11 août 1998                         | 24 décembre 1999                     | Duncan III                           |
| Présidence de Robert Guéï                                                |                                      |                                      |                                      |                                                                   |                                      |                                      |                                      |                                      |
|                                                                          |                                      | N'Golo Coulibaly                     | RDR                                  | Ministre de l'Économie et des Finances                            | 4 mois et 14 jours                   | 4 janvier 2000                       | 18 mai 2000                          | Guéï                                 |
|                                                                          |                                      | Mamadou Koulibaly                    | FPI                                  | Ministre de l'Économie, de l'Industrie et des Finances            | 5 mois et 8 jours                    | 18 mai 2000                          | 26 octobre 2000                      | Diarra I                             |

### Deuxième République
| Ministre                                                              | Ministre                     | Ministre                     | Parti                        | Intitulé                                                 | Durée                        | Début                        | Fin                          | Gouvernement                 |
| Présidence de Laurent Gbagbo                                          | Présidence de Laurent Gbagbo | Présidence de Laurent Gbagbo | Présidence de Laurent Gbagbo | Présidence de Laurent Gbagbo                             | Présidence de Laurent Gbagbo | Présidence de Laurent Gbagbo | Présidence de Laurent Gbagbo | Présidence de Laurent Gbagbo |
| --------------------------------------------------------------------- | ---------------------------- | ---------------------------- | ---------------------------- | -------------------------------------------------------- | ---------------------------- | ---------------------------- | ---------------------------- | ---------------------------- |
|                                                                       |                              | Mamadou Koulibaly            | FPI                          | Ministre de l'Économie et des Finances                   | 2 mois et 23 jours           | 30 octobre 2000              | 10 décembre 2000             | Affi N'Guessan I             |
| 10 décembre 2000                                                      | 22 janvier 2001              | Mamadou Koulibaly            | FPI                          | Ministre de l'Économie et des Finances                   | 2 mois et 23 jours           | Affi N'Guessan II            |                              |                              |
|                                                                       |                              | Paul Antoine Bohoun Bouabré  | FPI                          | Ministre de l'Économie et des Finances                   | 4 ans, 11 mois et 6 jours    | Affi N'Guessan II            | 22 janvier 2001              | 5 août 2002                  |
| Ministre d'Etat, ministre de l'Économie et des Finances               | 5 août 2002                  | Paul Antoine Bohoun Bouabré  | FPI                          | 1er octobre 2002                                         | 4 ans, 11 mois et 6 jours    | Affi N'Guessan III           |                              |                              |
| Ministre d'Etat, ministre de l'Économie et des Finances               | 1er octobre 2002             | Paul Antoine Bohoun Bouabré  | FPI                          | 10 février 2003                                          | 4 ans, 11 mois et 6 jours    | Affi N'Guessan IV            |                              |                              |
| Ministre d'Etat, ministre de l'Économie et des Finances               | 10 février 2003              | Paul Antoine Bohoun Bouabré  | FPI                          | 28 décembre 2005                                         | 4 ans, 11 mois et 6 jours    | Diarra II                    |                              |                              |
|                                                                       |                              | Charles Konan Banny          | PDCI                         | Premier ministre, ministre de l'Économie et des Finances | 1 an, 3 mois et 10 jours     | 28 décembre 2005             | 16 septembre 2006            | Banny I                      |
| 16 septembre 2006                                                     | 7 avril 2007                 | Charles Konan Banny          | PDCI                         | Premier ministre, ministre de l'Économie et des Finances | 1 an, 3 mois et 10 jours     | Banny II                     |                              |                              |
|                                                                       |                              | Charles Koffi Diby           | SE                           | Ministre de l'Économie et des Finances                   | 3 ans, 7 mois et 29 jours    | 7 avril 2007                 | 23 février 2010              | Soro I                       |
| 23 février 2010                                                       | 6 décembre 2010              | Charles Koffi Diby           | SE                           | Ministre de l'Économie et des Finances                   | 3 ans, 7 mois et 29 jours    | Soro II                      |                              |                              |
|                                                                       |                              | Noël Laurent Désiré Dalo     | FPI                          | Ministre de l'Économie et des Finances                   | 4 mois et 5 jours            | 6 décembre 2010              | 11 avril 2011                | Aké N'Gbo                    |
| Présidence d'Alassane Ouattara                                        |                              |                              |                              |                                                          |                              |                              |                              |                              |
|                                                                       |                              | Charles Koffi Diby           | SE                           | Ministre de l'Économie et des Finances                   | 1 an, 7 mois et 11 jours     | 11 avril 2011                | 1er juin 2011                | Soro III                     |
| 1er juin 2011                                                         | 13 mars 2012                 | Charles Koffi Diby           | SE                           | Ministre de l'Économie et des Finances                   | 1 an, 7 mois et 11 jours     | Soro IV                      |                              |                              |
| 13 mars 2012                                                          | 22 novembre 2012             | Charles Koffi Diby           | SE                           | Ministre de l'Économie et des Finances                   | 1 an, 7 mois et 11 jours     | Ahoussou-Kouadio             |                              |                              |
|                                                                       |                              | Daniel Kablan Duncan         | PDCI                         | Premier ministre, ministre de l’Économie et des Finances | 4 ans, 1 mois et 20 jours    | 22 novembre 2012             | 13 janvier 2016              | Duncan IV                    |
| Premier ministre, ministre de l’Économie et des Finances et du Budget | 13 janvier 2016              | Daniel Kablan Duncan         | PDCI                         | 11 janvier 2017                                          | 4 ans, 1 mois et 20 jours    | Duncan V                     |                              |                              |

### Troisième République
| Ministre                       | Ministre                       | Ministre                       | Parti                          | Intitulé                                            | Durée                          | Début                          | Fin                            | Gouvernement                   |
| Présidence d'Alassane Ouattara | Présidence d'Alassane Ouattara | Présidence d'Alassane Ouattara | Présidence d'Alassane Ouattara | Présidence d'Alassane Ouattara                      | Présidence d'Alassane Ouattara | Présidence d'Alassane Ouattara | Présidence d'Alassane Ouattara | Présidence d'Alassane Ouattara |
| ------------------------------ | ------------------------------ | ------------------------------ | ------------------------------ | --------------------------------------------------- | ------------------------------ | ------------------------------ | ------------------------------ | ------------------------------ |
|                                |                                | Adama Koné                     | SE                             | Ministre de l’Économie et des Finances              | 2 ans, 7 mois et 15 jours      | 11 janvier 2017                | 18 juillet 2018                | Coulibaly I                    |
| 18 juillet 2018                | 4 septembre 2019               | Adama Koné                     | SE                             | Ministre de l’Économie et des Finances              | 2 ans, 7 mois et 15 jours      | Coulibaly II                   |                                |                                |
|                                |                                | Adama Coulibaly                | RHDP                           | Ministre de l’Économie et des Finances              | 4 ans, 1 mois et 2 jours       | 4 septembre 2019               | 6 avril 2021                   | Coulibaly III/Bakayoko         |
| 6 avril 2021                   | 6 octobre 2023                 | Adama Coulibaly                | RHDP                           | Ministre de l’Économie et des Finances              | 4 ans, 1 mois et 2 jours       | Achi I et II                   |                                |                                |
|                                |                                | Kaba Nialé                     | RHDP                           | Ministre de l’Économie, du Plan et du Développement | 1 an, 6 mois et 29 jours       | 18 octobre 2023                | En fonction                    | Beugré Mambé                   |
|                                |                                | Adama Coulibaly                | RHDP                           | Ministre des Finances et du Budget                  | 1 an, 6 mois et 29 jours       | 18 octobre 2023                | En fonction                    | Beugré Mambé                   |

## Ministres délégués

### Première République
| Ministre délégué                                                                                  | Ministre délégué                     | Ministre délégué                     | Parti                                | Intitulé                                                                                                | Durée                                | Début                                | Fin                                  | Gouvernement                         |
| Présidence de Félix Houphouët-Boigny                                                              | Présidence de Félix Houphouët-Boigny | Présidence de Félix Houphouët-Boigny | Présidence de Félix Houphouët-Boigny | Présidence de Félix Houphouët-Boigny                                                                    | Présidence de Félix Houphouët-Boigny | Présidence de Félix Houphouët-Boigny | Présidence de Félix Houphouët-Boigny | Présidence de Félix Houphouët-Boigny |
| ------------------------------------------------------------------------------------------------- | ------------------------------------ | ------------------------------------ | ------------------------------------ | --- | ------------------------------------ | ------------------------------------ | ------------------------------------ | ------------------------------------ |
|                                                                                                   |                                      | Henri Konan Bédié                    | PDCI                                 | Ministre délégué aux Affaires économiques et financières                                                | 2 ans, 8 mois et 2 jours             | 21 janvier 1966                      | 23 septembre 1968                    | Houphouët-Boigny IV                  |
|                                                                                                   |                                      | Daniel Kablan Duncan                 | PDCI                                 | Ministre délégué auprès du Premier ministre, chargé de l'Économie, des finances, du commerce et du plan | 3 ans et 9 jours                     | 30 novembre 1990                     | 9 décembre 1993                      | Ouattara                             |
| Présidence d'Henri Konan Bédié                                                                    |                                      |                                      |                                      | |                                      |                                      |                                      |                                      |
|                                                                                                   |                                      | Niamien N'Goran                      | PDCI                                 | Ministre délégué auprès du Premier ministre, chargé de l’Économie, des Finances et du Plan              | 3 ans et 9 jours                     | 15 décembre 1993                     | 22 octobre 1995                      | Duncan I                             |
| Ministre délégué auprès du Premier ministre, chargé de l’Économie, de l'Industrie et des Finances | 22 octobre 1995                      | Niamien N'Goran                      | PDCI                                 | 11 août 1998                                                                                            | 3 ans et 9 jours                     | Duncan II                            |                                      |                                      |
|                                                                                                   |                                      | Jean-Baptiste Aman Ayayé             | PDCI                                 | Ministre délégué chargé de l’Économie, de l'Industrie et des Finances                                   | 1 an, 4 mois et 13 jours             | 11 août 1998                         | 24 décembre 1999                     | Duncan III                           |

### Deuxième République
| Ministre délégué               | Ministre délégué               | Ministre délégué               | Parti                          | Intitulé                                                                          | Durée                          | Début                          | Fin                            | Gouvernement                   |
| Présidence d'Alassane Ouattara | Présidence d'Alassane Ouattara | Présidence d'Alassane Ouattara | Présidence d'Alassane Ouattara | Présidence d'Alassane Ouattara                                                    | Présidence d'Alassane Ouattara | Présidence d'Alassane Ouattara | Présidence d'Alassane Ouattara | Présidence d'Alassane Ouattara |
| ------------------------------ | ------------------------------ | ------------------------------ | ------------------------------ | --------------------------------------------------------------------------------- | ------------------------------ | ------------------------------ | ------------------------------ | ------------------------------ |
|                                |                                | Kaba Nialé                     | SE                             | Ministre délégué auprès du Premier ministre, chargé de l'Économie et des Finances | 3 ans, 1 mois et 22 jours      | 22 novembre 2012               | 13 janvier 2016                | Duncan IV                      |
|                                |                                | Adama Koné                     | SE                             | Ministre délégué auprès du Premier ministre, chargé de l'Économie et des Finances | 11 mois et 29 jours            | 13 janvier 2016                | 11 janvier 2017                | Duncan V                       |

## Records
- Mandat le plus long : Abdoudlaye Koné (11 ans, 2 mois et 19 jours)
- Mandat le plus court : Noël Laurent Désiré Dalo (4 mois et 5 jours)